# 팔라디움

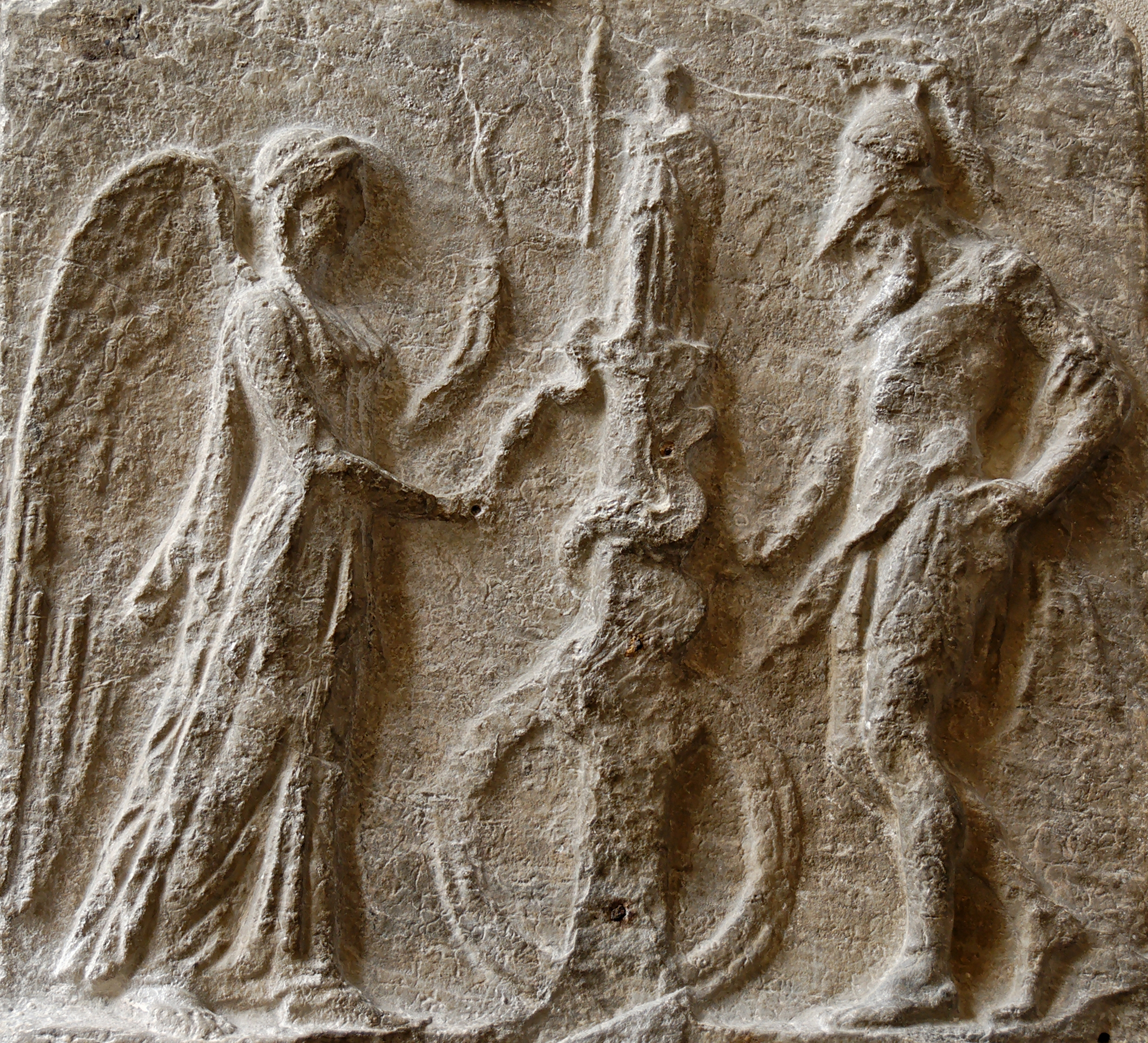
니케 (빅토리아)가 트로이의 팔라디움을 안치한 기둥에 얽힌 뱀에게 알을 주는 부분을 그린 대리석의 부조. 헬레니즘기의 것을 기원으로 1세기 후반의 로마에서 복제한 것

팔라디움(palladium) 또는 팔라디온(palladion)은 그리스 신화나 로마 신화에서 도시의 안전을 지킨다고 여겨진 매우 낡은 상이다. 특히, 오디세우스와 디오메데스가 트로이의 성새로부터 훔친 아테나의 목제상 (쿠소아논)을 가리킨다. 이 상은 후에 아이네이아스가 로마가 되는 땅에 가지고 사라졌다. 로마에 관련된 전설은 베르길리우스의 '아이네이스'나 다른 작품과 관련하고 있다.

## 트로이의 팔라디움

### 기원
트로이의 팔라디움은 팔라스의 목상으로 되어 있다. 팔라스는 고대 그리스에서는 아테나, 고대 로마에서는 미네르바에 비정되지만, 본래의 신화에서는 딴사람이다. 이 상은 트로이의 건설자 이로스가 기원을 바쳤을 때, 거기에 응해 천공으로부터 떨어져 내렸다고 한다.
Ruck와 Staples는 '아테네의 최고의 수호상이며 … 이상한 발견물이며, 여신이 의인화되어 인간과 같은 외관이 주어지게 되기 이전은 얼굴이 없는 기둥이 지면에 서있을 뿐이었다'라고 적혀 있다.
이 상은 신화에 의하면 아테나가 팔라스를 죽여 버린 자책하는 마음으로부터 만들었다고 여겨지고 있다.

### 트로이로의 도착 경위
팔라디움이 트로이에 출현한 이야기는 도시의 건국 신화의 일부로서 기원전 7세기 이후 그리스인이 여러 가지로 참조하고 있다. 아틀라스의 딸 엘렉트라는 트로이 왕가의 조상 다르다노스와 사모트라키섬의 비교의 조 이아시온의 어머니이며, 그 때문에 팔라디움과 사모트라키섬의 비교가 연결된다. 에이레크트라가 팔라디움이 놓여져 있던 아테나의 신전에 임산부로서 와 그 상에 손대었기 때문에, 처녀가 아닌 여성의 손으로 더럽혀졌다고 해서 신이 그 상을 이리오스 쪽에 던졌다는 설이나, 에이레크트라가 스스로 상을 가지고 사라졌다는 설나, 원래 다르다노스에 그 상이 주어졌다는 설등이 있다. 이리오스의 왕 이로스는 불이 난 신전에서 그 상을 지키려고 거기에 손대어, 맹목이 됐다.

### 도난

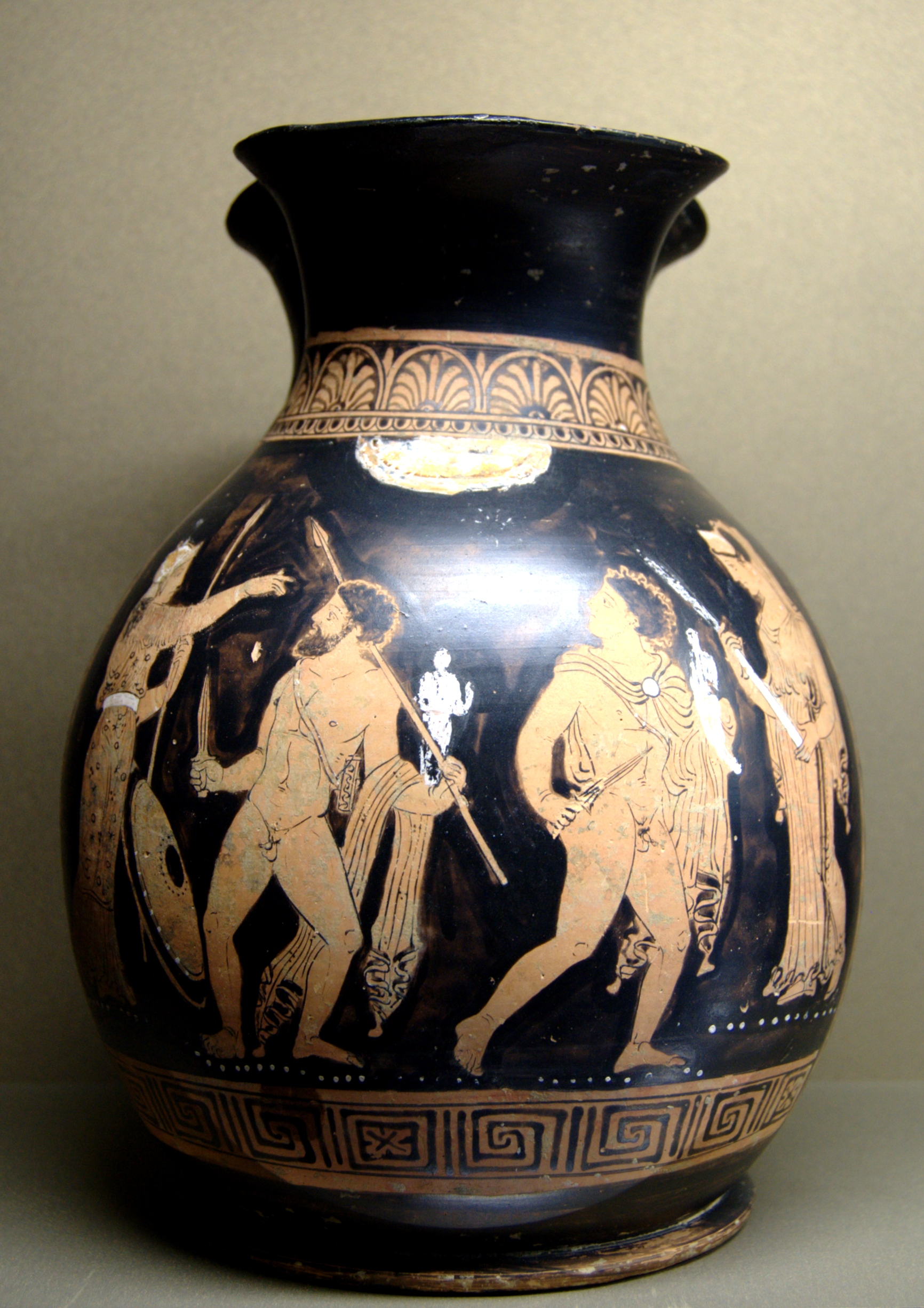
오디세우스와 디오메데스가 트로이로부터 팔라디움을 훔치는 모습 (기원전 360년부터 350년 즈음의 단지. 레조디칼라브리아)

트로이아 전쟁 때, 트로이에서의 팔라디움의 중요성은 프리아모스의 아들이자 예언자 헬레노스로부터 그리스 사람들에게 밝혀지고 있었다고 한다. 파리스의 사후 헤레노스는 트로이를 떠나지만, 오디세우스에 잡혔다. 그리스 사람들은 이 예언자로부터 어떻게든 트로이의 약점을 묻기 시작했다. 그리고, 팔라디움이 트로이의 성벽 내에 있는 동안은 트로이는 결코 함락하지 않는다는 것을 알았다. 거기서, 이 상을 훔친다는 중요한 사명이 오디세우스와 디오메데스에게 주어졌다. 디오메데스와 오디세우스는 트로이의 성새의 비밀의 통로를 빠져 팔라디움의 훔침에 성공한다. 그 후, 그리스 측의 트로이 목마라는 기책으로 트로이가 함락하게 되었다.
일설에 의하면, 오디세우스는 디오메데스를 기다리게 해 두어 거지로 변장해 밤의 트로이에 잠입했다. 거기서 헬레네가 오디세우스를 눈치채, 팔라디움의 소재를 가르쳤다. 한 편, 디오메데스는 성벽을 올라 트로이에 침입했다. 두 명은 합류해 위병을 여러 명 죽여, 한 층 더 아테나의 신전으로 신관을 죽여, '피투성이의 손으로' 팔라디움을 훔쳤다. 팔라디움을 실제로 손에 든 것은 디오메데스라고 말해져 그가 그것을 배까지 옮겼다. 팔라디움을 손에 넣은 디오메데스를 그린 상이나 그림이 몇 개 있다.
서사시환의 '소 이리아스'에 의하면, 배로 향하는 도중에 오디세우스는 디오메데스를 죽여 팔라디움과 공훈을 독점하려고 기도했다. 오디세우스는 디오메데스를 등으로부터 베려고 검을 내세웠다. 디오메데스는 검이 달빛을 반사함을 느끼고 위험을 감지했다. 그는 오디세우스의 검을 빼앗아, 단단히 묶어 검의 평평한 부분에서 부딪혀, 앞을 걷게 했다. 이 고사로부터 그리스에서는 강제당해 행동하는 것을 "Diomedes' necessity"라고 부른다. 이 모습은 프랑스의 조각가 피에르쥘 카벨리에가 1842년에 조상으로 묘사하고 있다. 그 상은 팔라디움을 가진 디오메데스가 어깨 너머에 배후에 얼굴을 향하여 있는 모습을 그린 것이며, 오디세우스는 등장하고 있지 않다. 오디세우스는 트로이 공략에 필요했기 때문에 디오메데스는 그를 처벌하는 것을 삼갔다.
디오메데스는 트로이를 떨어질 때에 팔라디움도 휴대했다. 일설에 의하면, 그는 그것을 이탈리아에 반입했다. 다른 설에 의하면, 귀로의 도중에 도둑맞았다고 한다.

### 로마로의 도착
그 후의 트로이의 팔라디움의 행방에 대해서는 여러 가지 설이 있어, 아테네, 아르고스, 스파르타라는 그리스 국내설이나, 이탈리아의 로마라는 설도 있다. 로마설은 아이네이아스가 반입했다는 설 (이 경우, 디오메데스가 훔친 것은 가짜이다)과 디오메데스 자신이 인도했다는 설로 나뉜다. 팔라디움으로 전해진 상이 포름 로마눔의 웨스타 신전에 안치되고 있었다.
그 후, 콘스탄티누스 1세가 팔라디움을 로마로부터 콘스탄티노폴리스로 옮겨, 포룸 안의 콘스탄티누스의 원주 (en)의 아래에 묻었다고 소문이 났다. 그러한 소문은 로마의 몰락을 설명하는 것으로, 콘스탄티누스 1세의 치세 (수도 이전)를 정당화하는 것이라고 말할 수 있다.
대 플리니우스 (N'H, VII, XLV)에 의하면, 메텟르스는 웨스타 신전이 불이 났을 때 팔라디움을 구조해 내려고 맹목이 되었다고 한다. 이 고사는 오비디우스나 우레리우스 마크심스도 암시하고 있다.

## 다른 문화에서 팔라디움과 대비되는 것
- 아세라의 기둥 (en) - 우가리트의 여신 아세라에 관련된 성스러운 나무 또는 기둥
- 안 이성을 잃어 (신순) - 로마의 팔라디움
- 호데게트리아의 성모 (고대의 성모자상) - 비잔티움 제국의 콘스탄티노폴리스의 수호자. 포위 공격받았을 때에는 도시의 외측으로 향해 내걸었다. 오스맨 제국군에 공격 받아 1453년에 함락 했을때, 약탈되어 없어졌다.
- 에메랄드불 - 타이 왕국에서의 팔라디움과 같은 것.

## 같이 보기
- 아이네이스
- 아테나